# Strake

Strakes em uma aeronave.

Um strake é uma superfície aerodinâmica montada na fuselagem de um avião que serve para melhorar a performance do fluxo de ar (como um gerador de vórtice) ou como um efeito estabilizador. Geralmente os strakes são componentes aerodinâmicos finos e compridos, ao contrário dos winglets ou canards, por exemplo.
Os strakes costumam aparecer na parte da frente em aeronaves supersônicas (exemplo: Concorde), também podem aparecer junto às asas como uma extensão ao bordo de ataque ou abaixo das asas como gerador de vórtice, também podem aparecer na empenagem do avião sendo simples ou dupla. Alguns aviões comerciais também incluem strakes em motores.